# Takichi Asō
Pour les articles homonymes, voir Asō.
Takichi Asō (麻生 太吉, Asō Takichi) est un industriel, propriétaire de mines de houille et homme politique japonais, né dans le village de Tateiwa dans le district de Kama (qui fait aujourd'hui partie de la ville d'Iizuka) dans l'ancienne province de Chikuzen (et dans l'actuelle préfecture de Fukuoka) le 26 août 1857, et décédé à Iizuka dans la préfecture de Fukuoka le 8 décembre 1933. Il est le fils du chef du village (庄屋, Shōya) de Tateiwa, Karō Asō (麻生 賀郎, Asō Karō, 1819-1887). 

## Les activités industrielles et minières
Il fonde sa première exploitation minière à seulement 15 ans, en 1872, dans le mont Goyō au lieu-dit Shakanō sur le territoire d'Iizuka. Il crée ensuite plusieurs autres établissements, et devient un acteur important du développement industriel de l'île de Kyūshū. Dans le domaine du chemin de fer, il est ainsi directeur de la Compagnie de chemin de fer de Kyūshū en 1897. Pour ce qui est de l'équipement électrique, il a pris la présidence de la compagnie hydroélectrique de Kyūshū à partir de 1913, de la Corporation hydroélectrique de la rivière Tsuetate en 1924, de la Compagnie électrique de Chikugo en 1929, de la Compagnie des industries électriques de Kyūshū en 1931. Il fonde, sur le plan commercial et financier, les « magasins Asō » (麻生 商店, Asō Shōten).
Il est acteur également de l'impérialisme économique du Japon dans ses nouvelles colonies d'Asie orientale : il est ainsi membre du conseil d'administration de la Compagnie des chemins de fer du sud de la Mandchourie à partir de 1906, et fonde une exploitation forestière sur l'île coréenne d'Anmyeondo en 1927.  
La fusion de ces différentes activités (minières, industrielles, commerciales et financières) donne naissance, après sa mort, en 1954, au groupe Asō Industry Ltd., aujourd'hui appelé Asō Company. Il est ainsi à l'origine d'une véritable dynastie industrielle et financière bien implantée à Iizuka et sur l'île de Kyūshū, qui a abandonné les activités minières dans les années 1970 et 1980 au profit de la cimenterie et dans les domaines médicaux, environnementaux et de l'immobilier. L'actuel président du groupe est Yutaka Asō, arrière-petit-fils de Takichi.

## Carrière politique
Takichi Asō a, en parallèle de sa réussite économique, occupé des mandats politiques. Il est candidat pour la première fois lors des élections législatives de mars 1898 dans l'ancien 3e district électoral de la préfecture de Fukuoka, sous les couleurs du Parti libéral constitutionnel (立憲 自由党, Rikken Jiyūtō), mais il échoue alors à entrer à la Chambre des représentants du Japon (la chambre basse de la Diète, ou parlement japonais). 
Il ne devient parlementaire qu'en 1911, en tant que membre de la Chambre des pairs jusqu'en 1925. Plusieurs de ses descendants se lanceront aussi dans une carrière politique : son petit-fils Takakichi Asō (1911-1980) fut membre de la Chambre des représentants pour l'ancien 2e district électoral de Fukuoka de 1949 à 1955, et son arrière-petit-fils Tarō Asō est député pour ce 2e district de 1979 à 1983 et de 1986 à 1996 puis pour le nouveau 8e district de la préfecture depuis 1996 et fut le 59e Premier ministre du Japon de 2008 à 2009.

## Famille
Il épouse en février 1873, dans le bourg de Kurate dans la préfecture de Fukuoka, Yazu Kikawa (吉川 ヤス, Kikawa Yazu, 1856-1924). Ils ont eu ensemble huit enfants, dont 4 fils et 4 filles :
- Matsu Asō (麻生 マツ, Asō Matsu?), née en 1874.
- Take Asō (麻生 タケ, Asō Take?), née en 1876.
- Tayemon Asō (麻生 太右衛門, Asō Tayemon?), né en 1882.
- Tsurujūrō Asō (麻生 鶴十郎, Asō Tsurujūrō?), né en 1885.
- Tarō Asō (麻生 太郎, Asō Tarō?), né en 1887. Il est le père de Takakichi Asō, successeur de Takichi à la tête du groupe Asō, et le grand-père du Premier ministre Tarō Asō.
- Yone Asō (麻生 ヨネ, Asō Yone?), née en 1891.
- Tashichirō Asō (麻生 太七郎, Asō Tashichirō?), né en 1893.
- Fuyo Asō (麻生 ふよ, Asō Fuyo?), née en 1902.